# Urbia Meléndez
Pour les articles homonymes, voir Meléndez.
Urbia Meléndez, née le 30 juillet 1972 est une taekwondoïste cubaine. Elle a obtenu la médaille d'argent lors des Jeux olympiques d'été de 2000 dans la catégorie des moins de 49 kg.